# Самсонув-Коморники
Самсонув-Коморники (пол. Samsonów-Komorniki) — село в Польщі, у гміні Заґнанськ Келецького повіту Свентокшиського воєводства.
У 1975-1998 роках село належало до Келецького воєводства.